# Time Is Running Out (canção de Papa Roach)
"Time Is Running Out" (em português:  Tempo Está Acabando) é o terceiro single do álbum The Paramour Sessions, lançado pela banda de rock alternativo Papa Roach em 2007.
O single foi lançado promocionalmente, e o video feito para ela esta disponivel apenas na internet, no qual é preto e branco e mostra a banda ao vivo, mas com a versão original do estúdio tocando. A canção tambem está disponivel para download para os jogos da série Rock Band.

## Faixas
| N.º | Título                | Duração |  |
| 1.  | "Time Is Running Out" | 3:21    |  |

## Desempenho nas paradas musicais
| Parada musical (2007)                       | Melhor posição |
| ------------------------------------------- | -------------- |
| Estados Unidos (Alternative Songs)          | 17             |
| Estados Unidos (Hot Mainstream Rock Tracks) | 15             |